# South Dorset Downs

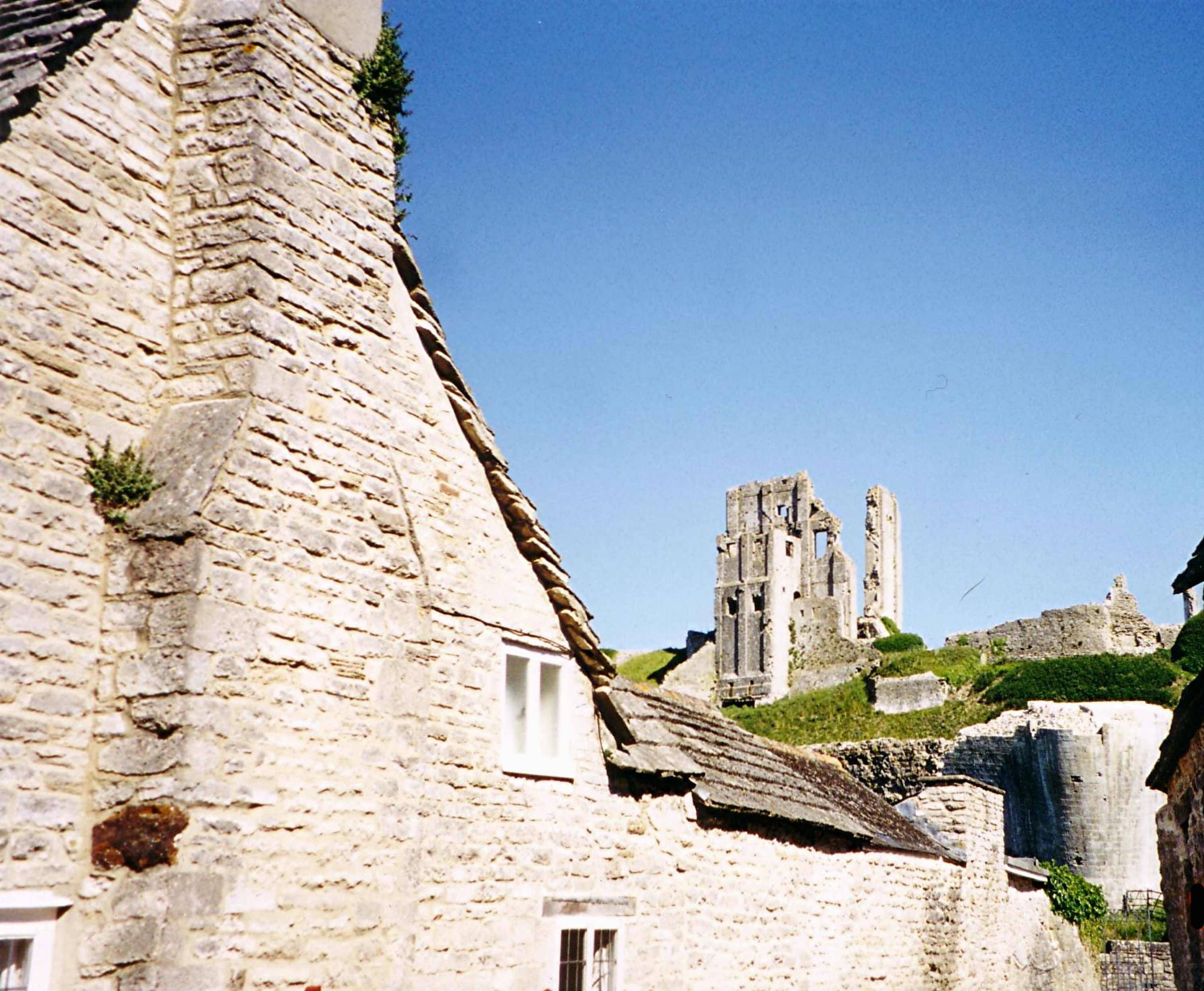
Antiguamente, el Castillo Corfe resguardaba un paso en la formación.

South Dorset Downs o Purbeck Hills son una formación de tiza ubicada en Dorset, Inglaterra. Las colinas de las que se compone se extienden desde los Dorset Downs al oeste de Dorchester, donde el río Frome comienza a formar un valle que divide a ambas formaciones. La cresta de tiza se dirige luego hacia el este y atraviesa la Isla de Purbeck para continuar seguidamente hacia Old Harry Rocks, donde se encuentra con el mar. Las colinas forman parte de la formación de tiza del sur de Inglaterra, que también incluye el Salisbury Plain y los South Downs, y que alguna vez se habría prolongado aún más hacia el este llegando a la Isla de Wight. En la mayor parte de su extensión la tiza es protegida de la erosión por una capa resistente de piedra caliza de Pórtland. En Durlston Head, donde esa capa termina, la arcilla y la tiza que se encuentra detrás comienzan a mostrar signos de erosión, gracias a la cual se formaron la bahía de Poole y el estrecho de Solent.
La altura de la formación y su proximidad al puerto de Poole y a la costa meridional le han valido a las colinas una considerable importancia estratégica. Existen además varios yacimientos arqueológicos de la Edad del Hierro y de los períodos romano y anglosajón.
- Datos: Q5845217
- Multimedia: Purbeck Hills (Dorset) / Q5845217